# Mindig magasabbra
1975. objavljen je četvrti album Locomotiv GT-a, Mindig magasabbra (Uvijek naviše). Na njemu je po prvi puta svirao János Karácsony.

## Pjesme na albumu
1. Intuitio molto furtivamente – 3:55
I. Andante grazioso (Gábor Presser)
II. Vivace kalapaccio (József Laux)
III. Allegro, allegro (Gábor Presser)
2. Szólj rám, ha hangosan énekelek (Reci mi ako glasno pjevam) (Gábor Presser – Anna Adamis) – 4:57
3. Arra mennék én (Išao bih onudam) (Gábor Presser) – 3:16
4. Mindig magasabbra (Uvijek naviše) (Gábor Presser – József Laux) – 3:50
5. És jött a doktor (I došao je doktor) (Gábor Presser) – 4:26
6. Neked írom a dalt (Tebi pišem pjesmu) (Gábor Presser) – 5:16
7. Álomarcú lány (Djevojka s licem poput sna) (Tamás Somló – Anna Adamis) – 4:43
8. Nekem ne mondja senki (Neka mi nitko ne kaže) (Tamás Somló – Anna Adamis) – 3:53
9. Egy elfelejtett szó (Zaboravljena riječ) (Gábor Presser – Anna Adamis) – 4:02
10. Ülök a járdán (Sjedim na pločniku) (Tamás Somló – Anna Adamis) – 3:47

## Suradnici
- János Karácsony – vokal, električna i akustična gitara
- József Laux – bubnjevi, udaraljke
- Gábor Presser – vokal, klavir, Fender klavir, ksilofon, orgulje, clavinet
- Tamás Somló – vokal, bas-gitara, alt saksofon, električni saksofon, usna harmonika
- Anna Adamis – tekstovi pjesama

### Produkcija
- György Kovács – ton-majstor
- Endre Radányi – ton-majstor
- György Fék – tehničar zvuka
- Attila Apró – glazbeni urednik
- András Alapfy – fotografije
- György Kemény – grafika

## Vanjske poveznice
- Informacije na službenoj stranici LGT-a  Arhivirana inačica izvorne stranice od 3. studenoga 2004. (Wayback Machine)
- Informacije na Hungarotonovoj stranici  Arhivirana inačica izvorne stranice od 19. studenoga 2005. (Wayback Machine)